# Réthely
Réthely (szerbül Ритишево / Ritiševo, románul Râtișor, németül Ritischevo) település Szerbiában, a Vajdaságban, a Dél-bánsági körzetben, Versec községben.

## Fekvése
Versectől délnyugatra, Temespaulis, Temesvajkóc és Porány közt fekvő település.

## Története
Réthely török hódoltság előtti történetéről nem maradtak fenn írásos adatok, de a hódoltság végén már lakott helyként említették, és az 1717. évi kamarai jegyzékben is szerepelt Rodischeva néven, 27 házzal.
A gróf Mercy-féle térképen is jelölve volt Redisova alakban.
1838-ban 86 egész jobbágytelket írtak itt össze, és kincstári birtok volt.
A település hivatalos neve a 19. században Rettisova volt, melyet 1894-ben változtattak mai Réthely nevére, belügyminiszteri engedéllyel.
1910-ben 1223 lakosából 4 magyar, 1150 román, 41 szerb volt. Ebből 13 római katolikus, 1202 görögkeleti ortodox volt.
A trianoni békeszerződés előtt Temes vármegye Verseczi járásához tartozott.

## Népesség

### Demográfiai változások
| 1948 | 1953 | 1961 | 1971 | 1981 | 1991 | 2002 | 2011 |
| ---- | ---- | ---- | ---- | ---- | ---- | ---- | ---- |
| 1157 | 1099 | 1098 | 1017 | 954  | 808  | 509  | 549  |

## Nevezetességek
- Görögkeleti temploma - a 18. század végén épült

## Jegyzetek

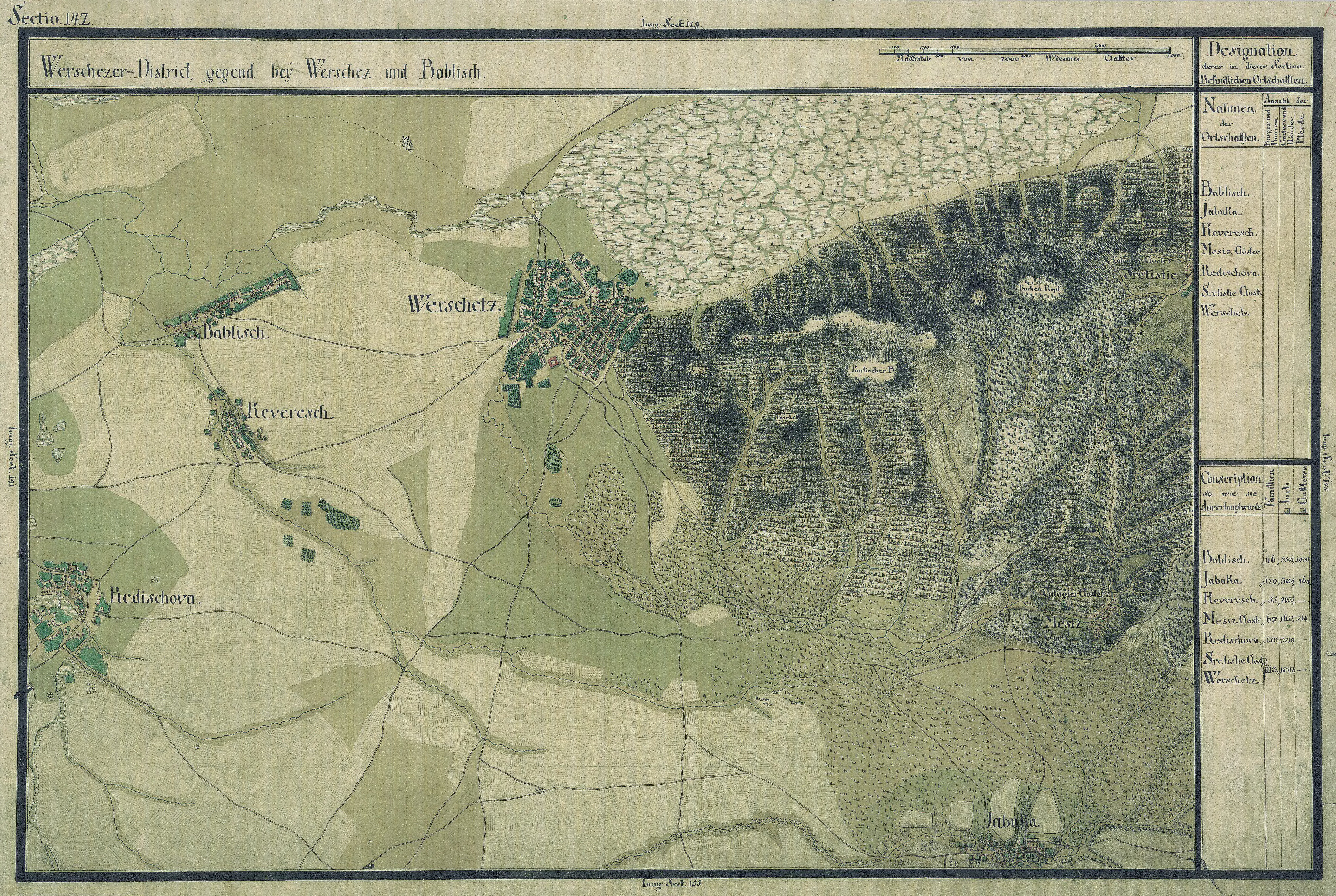
Réthely egy régi térképen